# 바바크 나야피
바박 나자피(스웨덴어: Babak Najafi, 1975년 9월 14일 ~ )는 이란 태생의 스웨덴 영화 감독이다. 테헤란 출신으로 그의 가족은 11세 때 이란-이라크 전쟁을 피해 스웨덴으로 이민왔다. 영화학을 공부한 그는 단편을 몇 편 찍은 후 2010년 영화 《세베》(Sebbe)로 감독으로 데뷔하였다. 2016년 《런던 해즈 폴른》으로 할리우드에 진출하였다.

## 출연 작품
- 프라우드 메리 (2018)
- 런던 해즈 폴른 (2016)
- 인사이드 더 머신 (2014)
- 이지머니 2 (2012)
- 세베: 소년의 초상 (2010)
- 엘릭시르 (2004)
- 고스타 앤 리나트 (2001)
- 라스텐 (1999)